# Thuiaria distans
Thuiaria distans är en nässeldjursart som beskrevs av John Fraser 1914. Thuiaria distans ingår i släktet Thuiaria och familjen Sertulariidae. Inga underarter finns listade i Catalogue of Life.